# Щербаков, Андрей Анатольевич
Андре́й Анато́льевич Щербако́в (бел. Андрэй Анатольевіч Шчарбакоў; 31 января 1991, Витебск — 17 декабря 2018, Толочинский район, Витебская область) — белорусский футболист, вратарь.

## Карьера

### Клубная
Занимался футболом в СДЮШОР «Двина» города Витебска. Первый тренер — Юрий Васильевич Комиссаров.
В начале 2008 года подписал свой первый профессиональный контракт с ФК «Витебск». Играл в дубле футбольного клуба «Витебск». В конце 2010 года подписал контракт с БАТЭ. Сумма трансфера составила $90 тыс. В феврале 2013 года вернулся в «Витебск» на правах аренды, но в августе 2013 года перешёл в «Слуцк». Быстро стал основным вратарем «Слуцка» и помог этому клубу победить в Первой лиге.
В январе 2014 года снова был отдан в аренду, на этот раз в «Белшину». В первой половине сезона 2014 чередовался на позиции вратаря с Антоном Ковалевским, а летом 2014 года, после прихода в команду Дмитрия Гушченко, стал вторым вратарем и перестал появляться в основе.
В январе 2015 года был отправлен в аренду в брестское «Динамо». Но в феврале в Бресте появился вратарь Валерий Фомичёв, конкуренцию с которым Щербаков не выдержал и покинул «Динамо». В марте 2015 года, по окончании контракта с БАТЭ, снова направился в «Белшину» и в итоге начал сезон в её составе. В сезоне 2015 оставался вторым вратарем бобруйского клуба после Бориса Панкратова.
В январе 2016 года подписал контракт с «Витебском», где стал вторым вратарём после Дмитрия Гущенко. Сезон 2018, как и предыдущие, начинал вторым вратарём. 29 апреля в матче против «Смолевичей» получил красную карточку и был дисквалифицирован на пять матчей.

### В сборной
Вошёл в окончательную заявку олимпийской сборной Беларуси на Олимпийские игры 2012 в Лондоне, однако ни разу не вышел на поле. Выступал за молодёжную сборную Беларуси, был основным вратарём молодёжной сборной своего возраста.

### Смерть
17 декабря 2018 года Андрей Щербаков, его жена и ребёнок погибли в автокатастрофе. В Толочинском районе легковой автомобиль Андрея влетел в эвакуатор. Авария произошла 17 декабря около 19.00 по местному времени.
Похоронен вместе с семьёй в Витебске на кладбище Никрополье.

## Достижения
- Чемпион Беларуси (1): 2011
- Обладатель Суперкубка Беларуси (1): 2011